# Xia Brookside
Xia-Louise Brooks (Leicester, 16 de outubro de 1998) é uma lutadora profissional e valet inglesa. Ela trabalha atualmente para a Total Nonstop Action Wrestling (TNA), onde atua sob o nome de ringue Xia Brookside.
Antes disso, Brookside trabalhou para a World Wonder Ring Stardom, onde foi membro do Club Venus. Ela também passou pela WWE, atuando na marca NXT UK.

## Início de vida
Xia-Louise Brooks nasceu em Leicester no dia 16 de outubro de 1998. Ela é filha do lutador profissional Robbie Brookside.

## Carreira na luta livre profissional

### Circuito independente (2014–2017)
Brookside foi treinada por seu pai, Robbie Brookside, além de Robbie Dynamite e Dean Allmark. Em 2015, ela fez sua estreia nos ringues pelo All Star Wrestling, na cidade natal de seu pai, Liverpool, formando uma dupla com El Ligero para derrotar Kay Lee Ray e Sammy D. Em fevereiro de 2016, ela perdeu em uma luta triple threat pelo Campeonato Feminino da ICW contra Kay Lee Ray e Carmel Jacob. Em maio de 2016, ela participou do Empress Pro Invitational, derrotando Toni Storm na semifinal e Kay Lee Ray na final do torneio. Em 26 de junho de 2016, Brookside derrotou Toni Storm para se tornar campeã feminina do Pro Wrestling Ulster. Em 2017, em um evento do Kamikaze Pro, ela foi derrotada por Rosemary.
Em 2016, Brookside fez sua estreia no Revolution Pro Wrestling, onde foi derrotada por Jinny Couture. Em 2017, ela começou a trabalhar para a promoção japonesa World Wonder Ring Stardom. Sua estreia foi em uma luta de duplas, onde fez equipe com Mari Apache e Gabby Ortiz para derrotar Hiromi Mimura, Konami e Starlight Kid. Em sua segunda luta no Stardom, Brookside e Ortiz venceram Natsuko Tora e Kaori Yoneyama, do Team Jungle. Durante o 5STAR Grand Prix de 2017, ela conquistou dois pontos ao derrotar Kris Wolf na primeira rodada do bloco B.

### WWE (2018–2022)
Em 30 de julho de 2018, foi anunciado que Brookside participaria da segunda edição do WWE Mae Young Classic, que aconteceria em agosto. Ela foi derrotada por Io Shirai na primeira rodada. Apesar da derrota, ela passou a fazer parte do plantel do NXT UK. Brookside participou de um torneio para se tornar a primeira campeã feminina do NXT UK, mas foi eliminada na primeira rodada. No episódio de 15 de maio do NXT UK, sua luta contra Killer Kelly terminou em no contest após Jinny introduzir Jazzy Gabert, o que deu início a uma rivalidade entre Jinny e Brookside.
No episódio de 19 de junho do NXT UK, Brookside, juntamente com outras mulheres, competiu em uma battle royal para determinar quem ganharia uma futura oportunidade pelo Campeonato Feminino do NXT UK. Durante a luta, Brookside eliminou Jinny e Jazzy Gabert, mas foi a última a ser eliminada por Kay Lee Ray. No episódio de 17 de julho do NXT UK, Brookside enfrentou Jinny, mas perdeu devido à interferência de Gabert. No episódio de 24 de julho do NXT UK, Brookside, Piper Niven e a campeã feminina do NXT UK, Toni Storm, foram derrotadas por Jinny, Gabert e Ray. Duas semanas depois, no episódio de 7 de agosto do NXT UK, Brookside e Niven foram derrotadas por Jinny e Gabert, após Niven deixar a luta no meio para atacar Rhea Ripley, encerrando a rivalidade de Brookside com Jinny. A primeira aparição de Brookside em 2020 foi em uma vitória sobre Amale no episódio de 2 de abril do NXT UK.
No episódio de 2 de dezembro de 2021 do NXT UK, Brookside não conseguiu conquistar o Campeonato Feminino do NXT UK de Meiko Satomura. Nos meses seguintes, Brookside começou a fazer uma transição gradual para o papel de vilã pela primeira vez em sua carreira. Sua virada para o vilã foi consolidada após ela derrotar Amale no episódio de 31 de março, graças à interferência de sua nova guarda-costas, Eliza Alexander. Em 18 de agosto de 2022, Xia foi uma das várias lutadoras do NXT UK a serem liberadas de seus contratos, com o anúncio da pausa do NXT UK e o lançamento iminente da nova marca, o NXT Europe.

### Retorno à Stardom (2022–2024)

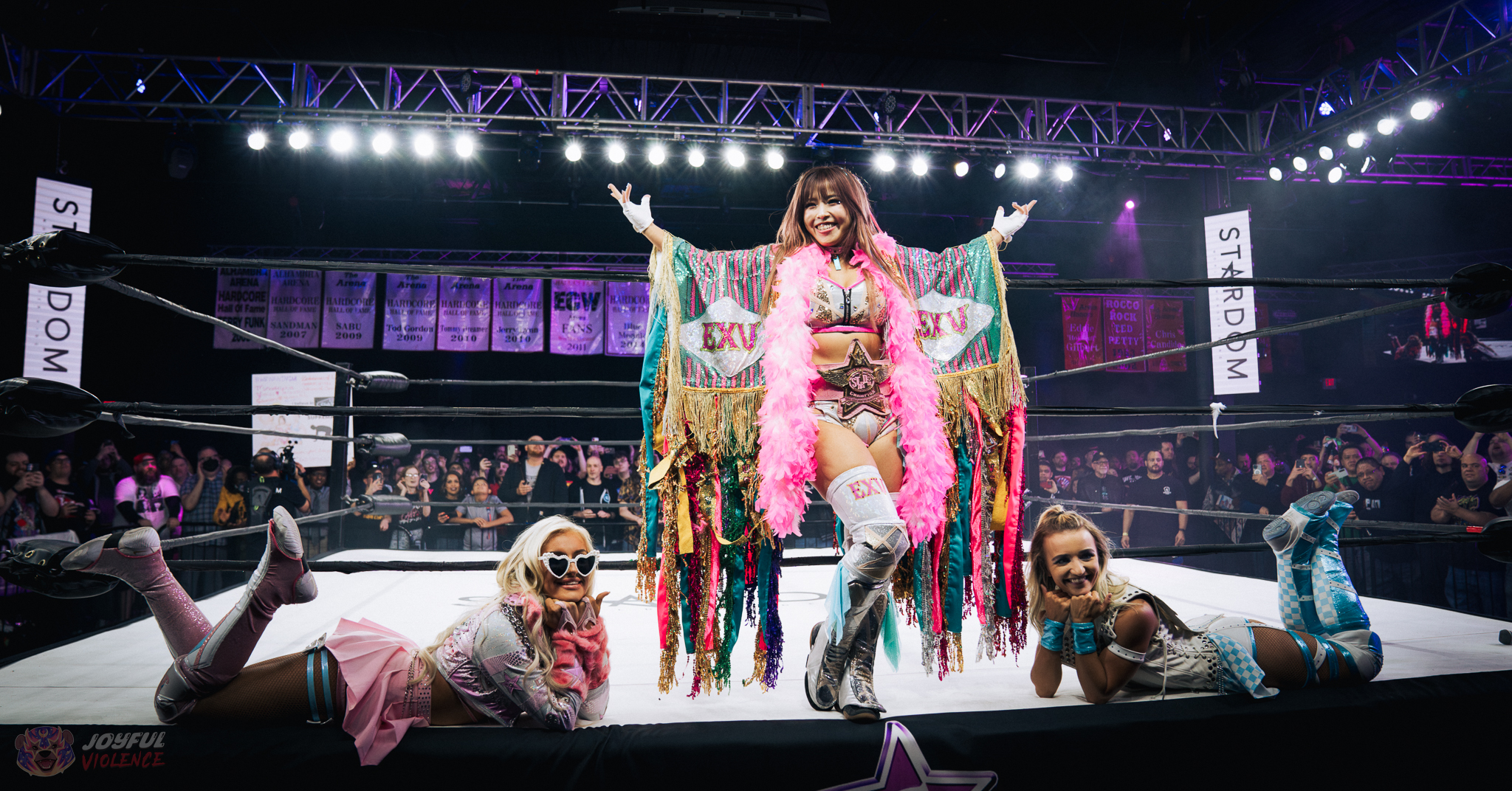
Brookside, ao lado das membros do Club Venus, Mariah May e Mina Shirakawa, no Stardom American Dream 2024 em abril de 2024.

Em 29 de dezembro de 2022, Brookside fez seu retorno à Stardom, ao lado da estreante Mariah May, no Stardom Dream Queendom 2, acompanhando Mina Shirakawa, que estava fazendo seu retorno, em sua luta de duplas contra Unagi Sayaka, contra as integrantes do Donna Del Mondo, Thekla e Mai Sakurai. Após esse evento, Brookside retornou à Inglaterra, finalizando sua última luta na Stardom em 29 de janeiro, deixando o Club Venus no processo. No Stardom American Dream 2024, Brookside fez sua volta à Stardom, fazendo equipe com Shirakawa e May, mas perdeu para Mayu Iwatani, Momo Kohgo e Tam Nakano.

### Total Nonstop Action Wrestling (2024–presente)
Em 2 de janeiro de 2024, Xia foi revelada através das redes sociais da TNA como uma das competidoras na luta Knockouts Ultimate X  no Hard to Kill. Essa luta marcou a estreia de Xia na TNA Wrestling. Após a luta, ela oficialmente se juntou à empresa, assinando seu contrato. No episódio de 18 de janeiro do TNA Impact!, Brookside fez sua estreia ao enfrentar Tasha Steelz, onde saiu vitoriosa.

## Títulos e prêmios
- Empress Pro Wrestling
  - Empress Pro Invitational (2016)[24]
- International Pro Wrestling: United Kingdom
  - IPW:UK Women's Championship (1 vez)[25]
- Pro Wrestling Illustrated
  - PWI a colocou na #91ª posição das 150 melhores lutadoras individuais no PWI Female 100 em 2019[26]
- Pro Wrestling Ulster
  - PWU Women's Championship (1 vez)[27]
- Rise Wrestling
  - Talento Emergente do Ano (2018)[28]
- Southside Wrestling Entertainment
  - SWE Tag Team Championship (1 vez) – com Sean Kustom